# 赤谷駅
赤谷駅（あかたにえき）は、新潟県新発田市赤谷にあった、日本国有鉄道赤谷線の駅（廃駅）である。赤谷線廃止に伴い1984年（昭和59年）4月1日に廃止された。

## 歴史

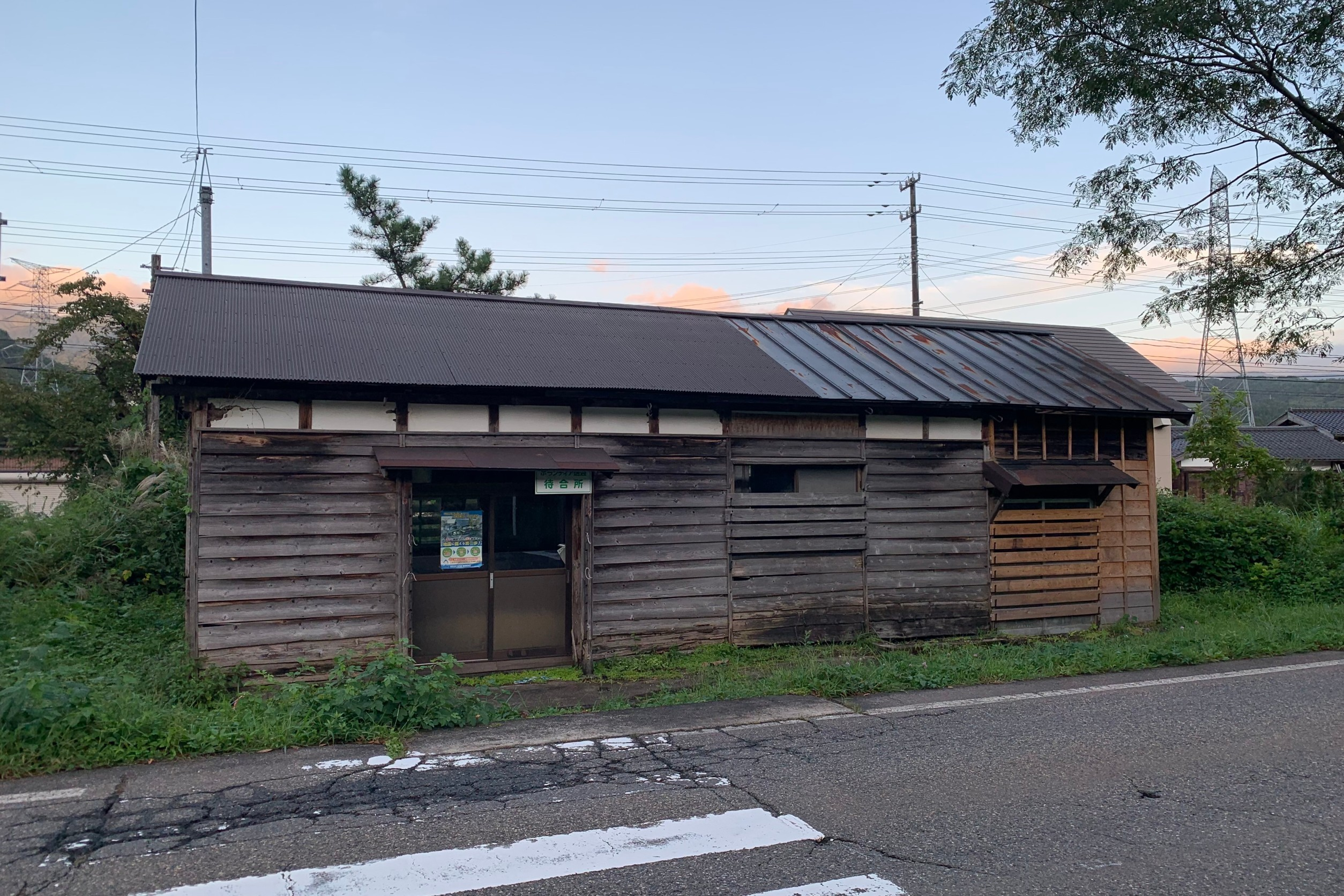
ボランティア送迎の待合所として使用される駅舎（2021年9月）

- 1925年（大正14年）11月20日：商工省製鉄所線を譲渡されて赤谷線となった際に開業[1]。
- 1941年（昭和16年）6月1日：当駅 - 東赤谷間延伸開業[1]。
- 1975年（昭和50年）3月1日：貨物の取扱廃止[1]。
- 1977年（昭和52年）5月15日：業務委託駅となる[2]。
- 1984年（昭和59年）
  - 2月1日：荷物の取扱廃止[1]。
  - 4月1日：廃止[1]。

## 駅構造
島式ホーム1面2線を有したが、駅舎反対側の1線のみを使用し、列車の行き違いは行われていなかった。

## 駅周辺
滝ノ沢に赤谷炭鉱（北越製紙赤谷鉱業所）があり、昭和初期には索道で不動沢の貯炭場まで運ばれたのち、当駅まで馬車で運ばれていた。
- 新発田市立赤谷小学校（現・青少年宿泊施設「あかたにの家」）
- 上赤谷集落（会津街道 赤谷宿）
- 内の倉湖・内の倉ダム
- 要害山

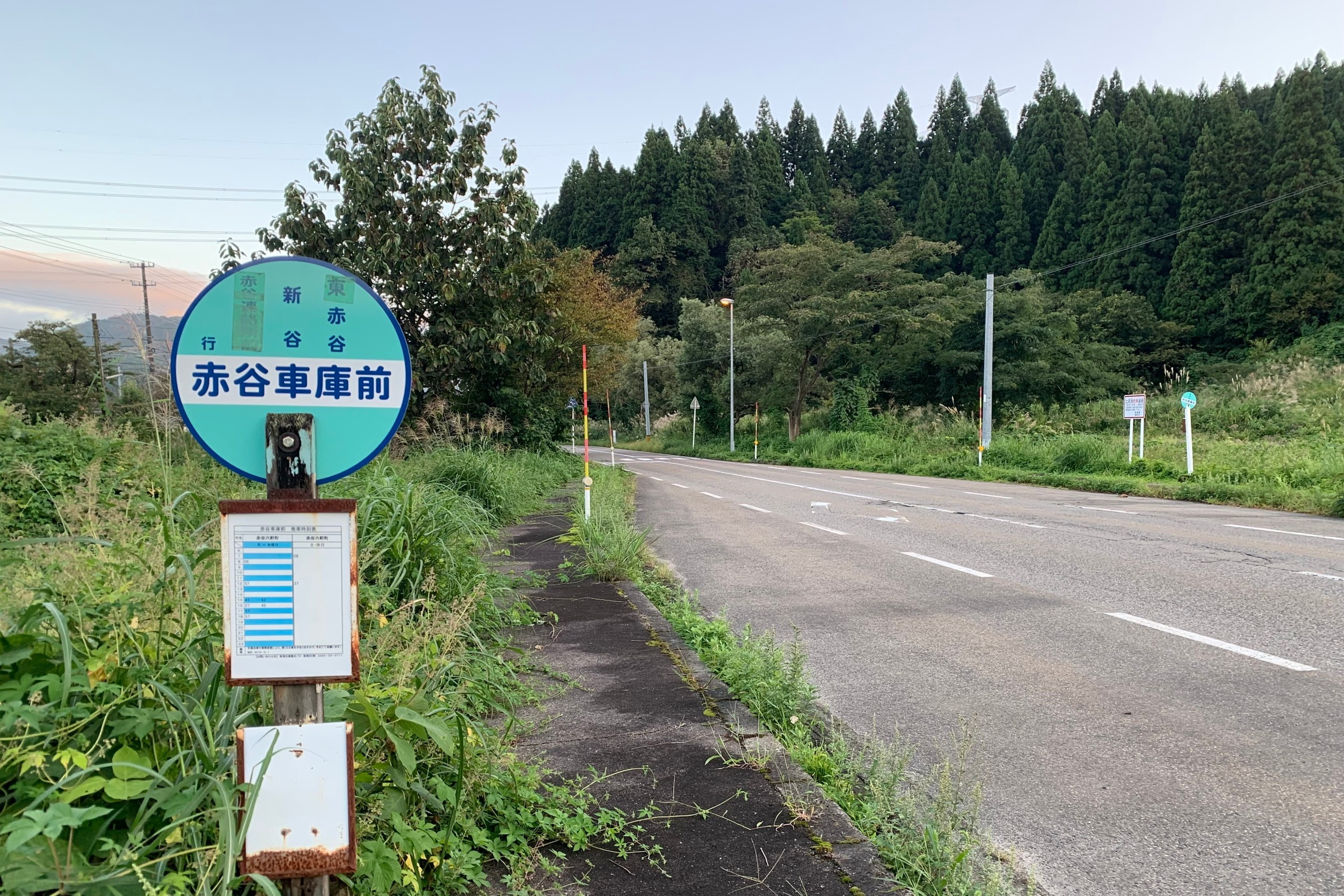
新潟交通観光バス「赤谷車庫前」バス停（2021年9月）

## 隣の駅
日本国有鉄道
赤谷線
新山内駅 - 赤谷駅 - 東赤谷駅